# Jia
Jia (xinès tradicional: 郟縣, xinès simplificat: 郏县, pinyin: Jiá Xiàn) és un xian sota l'administració de la ciutat de Pingdingshan, al centre de la província de Henan, a la Xina.
El xian de Jia és famós pels fideus Heluo, el temple Three-Su i el poble de Linfeng.
El temple Three-Su és el lloc on estan enterrats els famosos poetes Su Xun, Su Shi i Su Zhe.
Les arquitectures tradicionals del poble de Linfeng, de pedra vermella, tenen un alt valor històric i cultural amb característiques locals remarcables.
Durant la pandèmia de COVID-19 el govern de la província de Henan, que és veïna de Hubei, on es va originar el brot, va prendre la decisió d'aplicar mesures severes de confinament al xian de Jia el dia 1 d'abril de 2020, a causa d'un rebrot de la infecció, en el moment en què ja estava remetent al país.